# Montserrat Bernabeu i Guitart
Montserrat Bernabeu i Guitart (Catalunya, 1967) és una metgessa catalana. Exerceix de codirectora i directora assistencial de l'Institut Guttmann de Badalona i alhora també dirigeix la fundació homònima que el gestiona.
Filla d'Amador Bernabeu, directiu del FC Barcelona a les darreries del segle xx, es llicencià en Medicina a la Universitat de Barcelona i s'especialitzà en la teràpia de rehabilitació a la Universitat Autònoma de Barcelona. La seva trajectòria professional i recerca rauen en el camp dels traumatismes cranioencefàlics i les malalties cerebrovasculars, mèrits que li conferiren la presidència de la Societat Espanyola de Neurorehabilitació entre el 2005 i el 2012 i també una posició a la junta de la Societat Internacional de Rehabilitació i Medicina Física. Bernabeu i Guitart ha publicat obres sobre la disfàgia neurògena i també sobre l'esclerosi lateral amiotròfica. Després de dur a terme la residència mèdica (MIR) a Girona i d'una etapa a l'Hospital Universitari Vall d'Hebron, treballà des del 1997 fins al 2018 com a cap d'unitat de lesions cerebrals a l'Institut Guttmann, del qual n'esdevingué codirectora aquell any.
El 2021 participà al programa Al cotxe de TV3 sobre els avenços científics pel que fa a la COVID-19 i rebé el premi «Ap!» a la millor trajectòria i recerca innovadora de l'Associació d’Empresàries de Lleida i Pirineus. Un any després, el desembre del 2022, fou convidada com a experta de referència a la Marató de TV3, dedicada a la salut cardiovascular.
En l'àmbit familiar, Bernabeu i Guitart és l'esposa de l'empresari català Joan Piqué i la mare de dos fills, Marc Piqué i Bernabeu i l'exfutbolista Gerard Piqué i Bernabeu.